# The Other Hand
The Other Hand – drugi album studyjny zespołu très.b wydany w 2010 roku. W 2011 roku za tę płytę grupa została laureatem Fryderyka w kategorii Fonograficzny Debiut Roku.

## Lista utworów
1. "Widow Of Myself"  - 3:02
2. "Venus Untied" - 3:18
3. "Orange, Apple" - 3:42
4. "Devourer" - 2:57
5. "What I Might Have Lost" - 4:33
6. "Talk To Me" - 3:17
7. "Yes" - 3:07
8. "What’s The Difference ?" - 2:34
9. "Resolve At Midnight" - 2:31
10. "Pyhatunturi" - 1:41
11. "Temporary Residence" - 3:32
12. "The Visionary" - 2:52
13. "Wink And Cough And Sigh" - 2:30
14. "The Other Hand" - 3:38

## Twórcy
- Misia Furtak – wokal, gitara basowa
- Olivier Heim – gitara, wokal
- Thomas Pettit – perkusja

## Nagrody i wyróżnienia
| Rok  | Kategoria                 | Nagroda  | Uwagi   |
| ---- | ------------------------- | -------- | ------- |
| 2011 | Fonograficzny Debiut Roku | Fryderyk | Nagroda |